# Mário Rosa
Mário Rosa é um jornalista brasileiro, escritor e palestrante que se tornou o primeiro consultor do país em Gerenciamento de Crises e gestão de reputação. Nascido em Niterói, no estado do Rio de Janeiro, cresceu em Brasília, onde se formou em jornalismo pela UnB (Universidade de Brasília). Atuou nas mais prestigiosas redações do país: revista Veja, TV Globo, Jornal do Brasil, O Globo e Globonews, antes de se tornar consultor. Auxiliou, em crises de imagem, as principais corporações brasileiras: Grupo Cassino, CBF (Confederação Brasileira de Futebol), Ambev, Grupo Iguatemi, OAS, Camargo Correa e Opportunity, entre outros. Prestou consultoria gratuita para os mais importantes políticos e figuras públicas do Brasil, entre elas os ex-presidentes da República Fernando Henrique Cardoso e Luis Inacio Lula da Silva, o presidente do Congresso Nacional, senador Renan Calheiros (PMDB-AL).
É autor da principais referências bibliográficas brasileiras sobre imagem e gestão da reputação. Escreveu os livros “A Síndrome de Aquiles” (2001, Editora Gente), “A Era do Escândalo- Lições, relatos e bastidores de quem viveu as grandes crises de imagem” (2003, Geração Editorial), “A Reputação na Velocidade do Pensamento” (2006, Geração Editorial) e “Memórias de um Consultor de Crises - Entre a Glória e a Vergonha” (2016 , lançado em capítulos, no site UOL).
É articulista do jornal digital Poder360 e faz palestras sobre imagem, gestão de crises e reputação. 

## Vida Pessoal
Filho de funcionários públicos, Mário Rosa nasceu em Niterói mas foi morar em Brasília. Seus pais foram transferidos de seu Estado de origem para a Capital Federal. Estudou em escolas públicas e ingressou no curso de Jornalismo na Universidade de Brasília. Durante o curso de Jornalismo, mudou-se para o alojamento dos estudantes. Nessa época, ele comia no Restaurante Universitário e, com trabalhos esporádicos, cobria as próprias despesas. Ao lembrar desse período, Mario sempre comenta que “era pobre, e de direita” e que, por isso, não arrumava nem namoradas.

## Carreira

### Assessor de Imprensa no Ministério da Fazenda
A atividade profissional de Mário Rosa na Comunicação Social começou no segundo ano de faculdade. Por indicação de um professor, assumiu um cargo de baixo escalão no Ministério da Fazenda, cujo titular era na época Francisco Dornelles. "Em menos de um mês, em razão da desordem administrativa, o estudante se viu na condição de subassessor de Imprensa do Ministério da Fazenda -- um marajá com direito a um gabinete só para ele, secretária, carro e apartamento funcional", conforme consta no livro Notícias do Planalto, do qual Rosa foi um dos personagens pelas investigações que contribuíram para a queda do governo Collor. Devido ao tratamento que recebia do chefe, decidiu pedir demissão. No entanto, no mesmo dia, Dornelles deixava o cargo e assumia Dilson Funaro. O chefe imediato de Rosa perdeu o cargo e o então universitário ficou na pasta até último dia do novo ministro na Fazenda.

### Estagiário e editor da revista Veja
Em seguida ao cargo no governo federal, estagiou na sucursal da revista Veja em Brasília. Poucos meses depois, foi transferido para São Paulo e alçado ao cargo de editor de Brasil da publicação do Grupo Abril. Ainda segundo o relato do livro Notícias do Planalto, "o ritmo atordoante de trabalho, a inexperiência, a insegurança, as broncas, as mudanças nas matérias, os pedidos para fazer o que não sabia o tiraram do prumo" e ele pediu demissão.

### Repórter investigativo no Jornal do Brasil
Ao sair de Veja, voltou para Brasília, onde foi contratado pelo Jornal do Brasil. Para o diário, Rosa investigou desvios de verba da Legião Brasileira de Assistência (LBA), na época presidida pela primeira-dama Rosane Collor. As matérias sobre o escândalo resultavam da apuração que relacionava parentes de Rosane, em Alagoas, ao repasse  de verbas da instituição, e ainda demonstravam que os recursos nunca eram aplicados nas ações sociais a que se destinavam. As matérias geraram um escândalo nacional e tiveram, entre as muitas consequências, a saída da então primeira-dama da presidência da LBA. Também agravaram a crise conjugal do presidente da República. Collor e Rosane estavam em vias de separação. Com esse episódio, Mário Rosa aprofundou-se nos meandros do que mais tarde o levaria a reinventar-se, e tornar-se consultor de Imagem e de gerenciamento de Crises: os escândalos que destroem reputações.

### De volta à revista Veja, como editor em Brasília
Depois de trocar a reportagem do Jornal do Brasil pela editoria na sucursal brasiliense de Veja, Mário Rosa novamente se envolve em apurações que todo repórter sonha em fazer. O então chefe da Polícia Federal, delegado Romeu Tuma, entregou ao jornalista uma fita em que o então ministro do Trabalho, Antonio Rogério Magri, contava que recebera pagamentos da empreiteira Odebrecht (atual Novonor), para levantar dinheiro destinado à conclusão de obras no Acre. Rosa também teve acesso a documentos que comprovavam que Paulo César Farias, o PC Farias, tesoureiro da campanha de Fernando Collor à Presidência da República em 1989, atuava ilicitamente no governo e recebia recursos de empresas privadas para defender seus interesses nas repartições públicas da capital do país.

## Campanhas políticas
Em 1996, já fora das redações, Mário Rosa presta consultoria ao candidato José Serra à Prefeitura de São Paulo, preparando-o para os debates eleitorais na televisão. Serra perdeu o pleito para Celso Pitta. Dois anos depois, Rosa volta ao papel de consultor em período eleitoral. Desta vez, o cliente foi Paulo Maluf, que concorria pelo PPB ao governo do Estado de São Paulo. O marketing do candidato era comandado pelo publicitário Duda Mendonça e pelo seu sócio João Santana. A dupla contratou Mario Rosa não só para essa eleição, mas também, em seguida, para uma campanha eleitoral na Argentina.
A parceria com Duda Mendonça também persistiu, em que pese, a sociedade entre o publicitário e o jornalista já ter sido desfeita (5). Mário chegou a ser sócio de Duda, mas a parceria durou pouco e eles seguiram trabalhando juntos, mas sem vínculos formais. A amizade de ambos prevaleceu ao longo do tempo. Mário se considera “cria” de Duda Mendonça frente ao mundo corporativo. O publicitário escreveu a orelha do segundo livro do consultor, A Era do Escândalo.

## Consultor de Imagem e Gerenciamento de Crises
Passou a prestar consultorias, auxiliando os clientes no gerenciamento e recuperação de suas imagens, ante rumorosos escândalos ou arranhadas em escaramuças públicas. Entre as  empresas que atendeu estão Ambev, Grupo Casino, Grupo Iguatemi, OAS, Camargo Correa e Opportunity, entre outras (1). Também já atendeu a Confederação Brasileira de Futebol (CBF), que assessorou por um longo período abrangendo acontecimentos como a candidatura do Brasil para a Copa do Mundo FIFA 2014, a CPI da Nike (em que deputados investigaram negócios da CBF e escarafuncharam as contas de cartolas do futebol brasileiro) e a recuperação da imagem do então presidente da entidade, Ricardo Teixeira, como  gestor do futebol e do esporte após a vitória na Copa de 2002. No final de 2013, contratado pelo advogado Antonio Carlos de Almeida, o Kakay, participou da equipe que atendeu o cantor Roberto Carlos no debate sobre as biografias não-autorizadas.(2)
Mário Rosa também já aconselhou figuras públicas e governos, optando por nunca ser remunerado por esse tipo de consultoria. Em seu quarto livro, “Memórias de um Consultor de Crise - Entre a Glória e a Vergonha”, ele classifica o trabalho que realiza para entes público como “SUS”, em alusão ao serviço gratuito de saúde prestado pelo governo à população. Desde sempre, optou por não receber recursos públicos em troca do seu trabalho.
Nessa modalidade gratuita de consultoria, acompanhou o governo nas ações para evitar o Bug do Milênio, na virada de 1999 para o ano 2000, e compôs o comitê de crise do Palácio do Planalto durante a Crise do Apagão, que acometeu o país em 2001(3), no governo Fernando Henrique Cardoso. Já foi também interlocutor, sem cobrar honorários, de políticos no exercício de cargos públicos, como os ex-presidentes da República Fernando Henrique Cardoso e Luís Ignácio Lula da Silva, o presidente do Senado, Renan Calheiro, e o ex-ministro do governo Lula, José Dirceu(1).

## Livros publicados

### 2001 - A Síndrome de Aquiles, Editora Gente
Em A Síndrome de Aquiles, Mário Rosa inaugura sua carreira como autor de livros comparando o mitológico e invencível herói grego que morreu justamente quando atingido em sua única fraqueza, o calcanhar, que fica desprotegido de sua armadura. O livro mostra como isso se repete no cotidiano de empresas, instituições e figuras públicas, e como agir para que crises não aconteçam, ou tenham seus efeitos negativos reduzidos. Rosa utilizou exemplo reais de políticos, empresas bilionárias, grandes corporações e personalidades do mundo econômico e empresarial para mostrar erros e acertos na gestão de crises de imagem.

### 2003 - A Era do Escândalo- Lições, relatos e bastidores de quem viveu as grandes crises de imagem, Geração Editorial
Neste livro, o consultor levanta 14 casos de grande repercussão que exigiram estratégias bem estruturadas para reverter prejuízos tangíveis e intangíveis a empresas e pessoas. Cada capítulo foi escrito por personagens que desempenharam papel fundamental na crise relatada. Sejam pessoas físicas, como o casal formado pelo músico Orlando Morais e a atriz Gloria Pires, vítimas de mentiras que atingiram a família; ou o advogado Antônio Carlos de Almeida Castro, criminalista que defendeu o banqueiro Alberto Cacciola, ex-proprietário do banco Marka, condenado por crimes financeiros.
Na apresentação do livro, Mario Rosa define crises de imagem como "potencialmente devastadoras porque podem destruir o maior patrimônio de um profissional ou instituição: sua credibilidade". Ele explica que a escolha pelos relatos em primeira pessoa forneceriam "a vantagem de trazer o sabor cálido que somente uma testemunha ocular da história pode fornecer". A escolha dos casos relatados passaram ainda pelo crivo de atender o propósito da obra de transformar conhecimento em ensinamento.

### 2006 - A Reputação na Velocidade do Pensamento, Geração Editorial
No seu terceiro livro, Rosa analisa como o avanço tecnológico interfere na formação das crises e na destruição de reputações. Lançado quando a revolução tecnológica completava 10 anos, a obra avalia que "nunca estivemos tão expostos ao olhar alheio, através de equipamentos cada vez mais baratos e capazes de produzir flagrantes de todos os tipos, revelando transgressões que rapidamente podem se espalhar pelo planeta.
Em determinado trecho, ele comenta sobre o Mensalão, escândalo de corrupção no governo Lula que veio à tona em 2005. "A grande diferença foi que ela (a crise do mensalão) ocorreu e se desdobrou num ambiente de tecnologia que talvez seus principais protagonistas não tenham compreendido. Podemos dizer que eles planejaram suas ações (e calcularam o risco de impunidade) com base num patamar tecnológico compatível talvez com o final do século XX, mas foram surpreendidos e pagaram um alto preço de execração quando perceberam que práticas do fim século passado, que poderiam passar impunes, já não  estavam mais protegidas pelo sigilo, neste início do século XXI.

### 2016 - Entre a Glória e a Vergonha (lançado em capítulos, no site UOL)
Segundo adiantou para o Estadão, este livro trará relatos dos 20 anos de atuação como consultor de Imagem. “Eu habitei o território do escândalo. Não houve um, entre os mais importantes, econômicos ou políticos, em que de alguma forma eu não tenha participado”. Mário Rosa garantiu ainda que trará histórias do envolvimento em escândalos de personalidades como Renan Calheiros, que conheceu ainda quando era um deputado e o jornalista, repórter em Brasília; Ricardo Teixeira, ex-presidente da CBF; além de casos de envolvidos na Operação Lava Jato.

## Prêmios
1991 - Prêmio ESSO de Jornalismo, categoria Informação Política, pela série Rosane Collor - LBA, publicada no Jornal do Brasil
1992 - Prêmio ESSO de Jornalismo, categoria Prêmio Principal, pela Cobertura do Caso PC - Collor, publicada na revista Veja

## Personalidades Públicas – Consultor do SUS
Mário Rosa também já aconselhou figuras públicas e governos, sem nunca ser remunerado por isso, por um princípio profissional que adotou de não receber recursos públicos em troca do seu trabalho. Acompanhou o governo nas ações para evitar o Bug do Milênio e compôs o comitê de crise do Palácio do Planalto durante a Crise do Apagão, que acometeu o país em 2001. Já foi também interlocutor, sem cobrar honorários, de ocupantes de políticos no exercício do cargo, como os ex-presidentes da República Fernando Henrique Cardoso e Luís Ignácio Lula da Silva, o presidente do Senador Renan Calheiro e o ex-ministro José Dirceu(1).

## Polêmicas
Operação Acrônimo, que investiga a gestão Fernando Pimentel na prefeitura de Belo Horizonte, bate à porta de Mário Rosa.
Rosa também experimentou, a exemplo de alguns de seus clientes, ter o nome estampado no jornais devido a operações da Polícia Federal, em 25 de junho de 2015. Polícias federais realizavam a Operação Acrônimo, que investiga lavagem de dinheiro em campanhas eleitorais, e bateram à sua porta na busca de provas de pagamentos feitos pela MR Consultoria, empresa de Rosa, a Carolina Oliveira, esposa do governador mineiro Fernando Pimentel. Alvos da PF, Pimentel e Carolina negam as acusações. O consultor abriu as portas de casa para a Polícia, prestou todos os esclarecimentos ao delegado e lhe entregou todos os documentos solicitados e, sem nem chamar um advogado, franqueou a casa para as buscas da PF.
De fato, Carolina havia trabalhado para Rosa na gestão de uma crise entre duas empresas privadas, que, por contrato, tem os nomes mantidos em sigilo. "Ela (a jornalista Carolina Pimentel) me ajudou muito em uma das maiores crises empresariais e privadas da história do país nos últimos anos, prestou aconselhamento, ajudou a fazer avaliação de cenário, era muito bem relacionada na imprensa. A solução desse conflito empresarial entre dois agentes privados foi solucionada em um ambiente privado. O trabalho foi feito mediante celebração de contrato entre a minha empresa e a dela, com notas fiscais emitidas entre as empresas e todos os impostos recolhidos, dentro do que determina a legislação", disse à Folha de S.Paulo no dia seguinte à operação da PF em sua casa. "Nunca recebi nenhum centavo de nenhum governo. Eu nunca tive um centavo da esfera pública", acrescentou. Rosa também garante que prestou consultoria informal à campanha de Pimentel ao governo de Minas. "Eu participei de decisões estratégias e reuniões, mas eu jamais recebi um centavo da campanha do Fernando Pimentel, de nenhuma empresa ligada a nenhum dos investigados. Jamais recebi dinheiro de campanhas. Emprestei meu conhecimento, como participei de outras campanhas em 2014 também", asseverou.
Semana depois, a mesma Operação Acrônimo batia às porta de clientes da MR atrás de comprovantes de pagamentos ao consultor, que estavam disponíveis e documentados. Conforme o consultor disse ao Estadão, o caso não passou indelével em sua vida e carreira profissional. “Tudo isso foi um choque violento, que acelerou a reflexão que eu já fazia da vida, e acabou resultando no livro (Entre a Glória e a Vergonha)”, disse o ex-jornalista de 52 anos ao jornal.

## Operação Acrônimo: absolvição
Um dos episódios “mais marcantes e dolorosos” da vida de Mario Rosa, nas palavras do próprio jornalista, “acabou após 1.855 dias de terríveis provações”, como pode ser conferido na carta que escreveu aos amigos, reproduzida mais abaixo.
O Ministério Público Federal, depois de 5 anos e 1 mês de investigações que devassaram a sua vida, concluiu que não havia provas que o incriminassem na chamada “Operação Acrônimo”. O procurador da República Frederick Lustosa de Melo concluiu que as acusações contra o consultor não se sustentavam e a Justiça Federal determinou o arquivamento do processo.
Uma das acusações apontava que Mario Rosa havia recebido pagamento para influenciar contra o financiamento pelo BNDES para a aquisição de uma rede varejista de atuação nacional. O comprador da empresa, vejam só, também havia procurado Mario Rosa para lhe assessorar no posicionamento público sobre o negócio.
Ocorre que a empresa do jornalista foi contratada para fazer assessoria de imprensa por uma concorrente, que seria afetada pelo negócio. No entanto, o trabalho foi iniciado após a decisão do banco de não conceder o financiamento (confira abaixo). A assessoria foi prestada por Mario Rosa em parceria com outra empresa de Assessoria de Comunicação, cuja proprietária se tornaria, três anos mais tarde, esposa de uma autoridade. Para a Polícia, a subcontratação teria o intuito de repassar dinheiro para essa autoridade influenciar o banco público no caso em questão, mas os investigadores não atentaram para o fato de ser impossível influenciar uma decisão que já havia sido tomada.

O Procurador Federal descreveu os seguintes fatos na Petição inserida no processo, que correu em segredo de Justiça:
“Mario (forma como o MPF se refere ao jornalista, cujo nome usado profissionalmente é Mario Rosa) somente iniciou o seu trabalho de comunicação...após a decisão do BNDES, não tendo praticado qualquer ato que pudesse ensejar ou interferir na decisão da referida entidade, sendo que seu trabalho nunca foi feito perante a referida instituição e, por isso, nunca lá esteve ou mesmo fez qualquer contato com os responsáveis pela condução do assunto no Banco em questão, antes, durante ou após a decisão do BNDES;”
Além do mencionado acima, a Petição do MPF ainda coleciona outros fatos que demonstram que o consultor não teve relação nenhuma com a decisão do banco.

A contratação da empresa parceira para o trabalho de assessoria de imprensa, conforme o documento do MPF, “somente ocorreu no primeiro semestre de 2012, não havendo, portanto, qualquer relação com a decisão proferida pelo BNDES no começo de julho de 2011”. O MPF ainda reconhece que “não há qualquer ligação, mensagem ou qualquer registro de conversas” entre Mario Rosa e a subcontratada no período em junho/julho 2011, com relação ao tema em alusão.
“Ao contrário do mencionado no Relatório da autoridade policial”, continua o Procurador da República, “a decisão tomada pelo BNDES foi precedida por uma grande pressão da imprensa, eis que a possibilidade de o Banco injetar uma enorme quantidade de dinheiro na operação estava gerando um enorme desconforto a todos, inclusive, considerando que o País não estava vivendo um bom momento econômico”.
A acusação ainda se imiscuiu em avaliar o valor do contrato firmado entre Mario Rosa e seu cliente, relação que o MPF também reputou que não indicavam crime algum. O Procurador Frederick Lustosa de Melo escreveu que “estava dentro dos padrões praticados pelas referidas empresas, e que MARIO ROSA sempre gozou de muito prestígio e, por isso, seu trabalho era muito valorizado. Tanto é assim que possuía na sua carteira de clientes somente grandes empresas. A média de valores dos contratos celebrados era a mesma, conforme pode ser facilmente verificado nos documentos apreendidos”.
“Ademais, o fato de ter sido procurado pelos dois grandes grupos envolvidos em uma das maiores batalhas comerciais e de comunicação do País é a clara demonstração de seu prestígio e da importância do seu trabalho que, destaque-se, sempre foi feito na área de comunicação e nunca teve função de ‘lobista’ ou intermediário de qualquer contrato celebrado pela administração pública.”
Outra ilação se referia ao crescimento do patrimônio de Mario Rosa, considerado pela Polícia excessivo, no período entre 2009 e 2014. Sobre isso, o MPF recepcionou o argumento da defesa:
“Por fim, negou veementemente a afirmação da autoridade policial quanto a suspeitas sobre sua evolução patrimonial, uma vez que esta resultou tão somente de sua atividade lícita e de seu reconhecimento no mercado, sendo que todos os ganhos foram devidamente declarados à Receita Federal.”
O Procurador ainda ressaltou a reputação e qualidade técnica do consultor de Comunicação Social no mercado ao pedir que a Justiça arquivasse o processo:
“Restou inegável nos autos a notoriedade de MARIO ROSA no meio das comunicações, tendo em vista que há provas de que há bastante tempo ele já era requisitado por grandes empresas do cenário nacional visando gerenciar crises de imagem”
O juiz da Vara Federal que conduzia o caso acatou prontamente a representação do Procurador e o processo foi extinto:
“Adoto como razões de decidir a promoção do Ministério Público Federal (ID 285687357), para o fim de, com esteio no art. 28 do Código de Processo Penal (aplicado a contrário sensu), DETERMINAR o ARQUIVAMENTO dos autos, com as ressalvas do art. 18 daquele Ato Normativo.“

## Balanço de 1.855 dias - Carta aos amigos
Após ser inocentado pela Justiça Federal, Mario Rosa refletiu sobre o peso da densa atmosfera que havia respirado nos 1.855 dias desde que, “na alvorada do dia 25 de junho de 2015, o toque insistente da campainha ganhava uma sonoridade estrondosa, contrastando com o lusco-fusco”. Do outro lado do portão, uma voz imponente anunciou: “Senhor Mario Rosa? É a Polícia Federal”.
‘O que faz um ser humano normal realizar os crimes mais atrozes como se não estivesse fazendo nada demais’?

## CBF e o Futebol Brasileiro
Mário Rosa também teve papel na bem sucedida candidatura do Brasil para sediar a Copa do Mundo FIFA 2014. Ele foi assessor da Confederação Brasileira de Futebol (CBF) durante a campanha desenvolvida pelo governo Lula e instituições do desporto para que a competição fosse realizada pela primeira vez no Brasil. Nunca antes a competição havia sido realizada na América Latina. Ele ocupou o cargo de diretor de Comunicação do  Comitê Organizador Local (COL), por indicação de José Maria Marín, então presidente da CBF. O consultor já havia desempenhado funções no comitê anteriormente, mas desentendimentos com Ricardo Teixeira, que sucedeu Marín no COL, o tiraram do cargo. Antes ainda, Rosa prestou serviços para Teixeira durante 10 anos e inclusive durante a CPI do Futebol, que investigou as contas da entidade durante a gestão de Ricardo Teixeira.

## Roberto Carlos e as Biografias não autorizadas
Os conselhos de Mário Rosa foram apontados pelo jornal O Globo como responsáveis pela mudança de postura do cantos Roberto Carlos no caso da biografias não autorizadas. Segundo o jornal, o advogado do artista Antonio Carlos de Almeida Castro e Dody Sirena, empresário do rei, ligaram para o consultor de imagem atrás de sugestões de como agir para preservar a reputação de Roberto em meio à polêmica. Uma biografia sobre Roberto Carlos foi o caso emblemático do processo por ser um famoso case sobre o assunto. O ídolo da música brasileira conseguiu anos antes que um livro sobre sua vida fosse recolhido das livrarias por não concordar com a publicação. Em 2013, quando o Supremo Tribunal Federal (STF) julgou a constitucionalidade de artigos do Código Civil que protegem a privacidade de biografados, a associação Procure Saber, integrada por ele, Caetano Veloso, Paula Lavigne, Gilberto Gil e outros artistas foi criada. Kakay foi contratado para defender os artistas e teria, segundo O Globo, solicitado sugestões a Mário Rosa.